# Vuelo 701 de Air Littoral
El 30 de julio de 1997, el vuelo 701 de Air Littoral, un ATR 42 turbohélice regional que operaba un vuelo regular de pasajeros de Niza, Francia a Florencia, Italia, se estrelló durante el aterrizaje cuando se salió de la pista del aeropuerto de Florencia y se detuvo en una zanja junto al terraplén de una autopista. No se registraron fallecidos entre los catorce pasajeros a bordo, pero la sección de cabina quedó seriamente dañada, y el capitán falleció a consecuencia de sus heridas cuatro días más tarde.

## Accidente

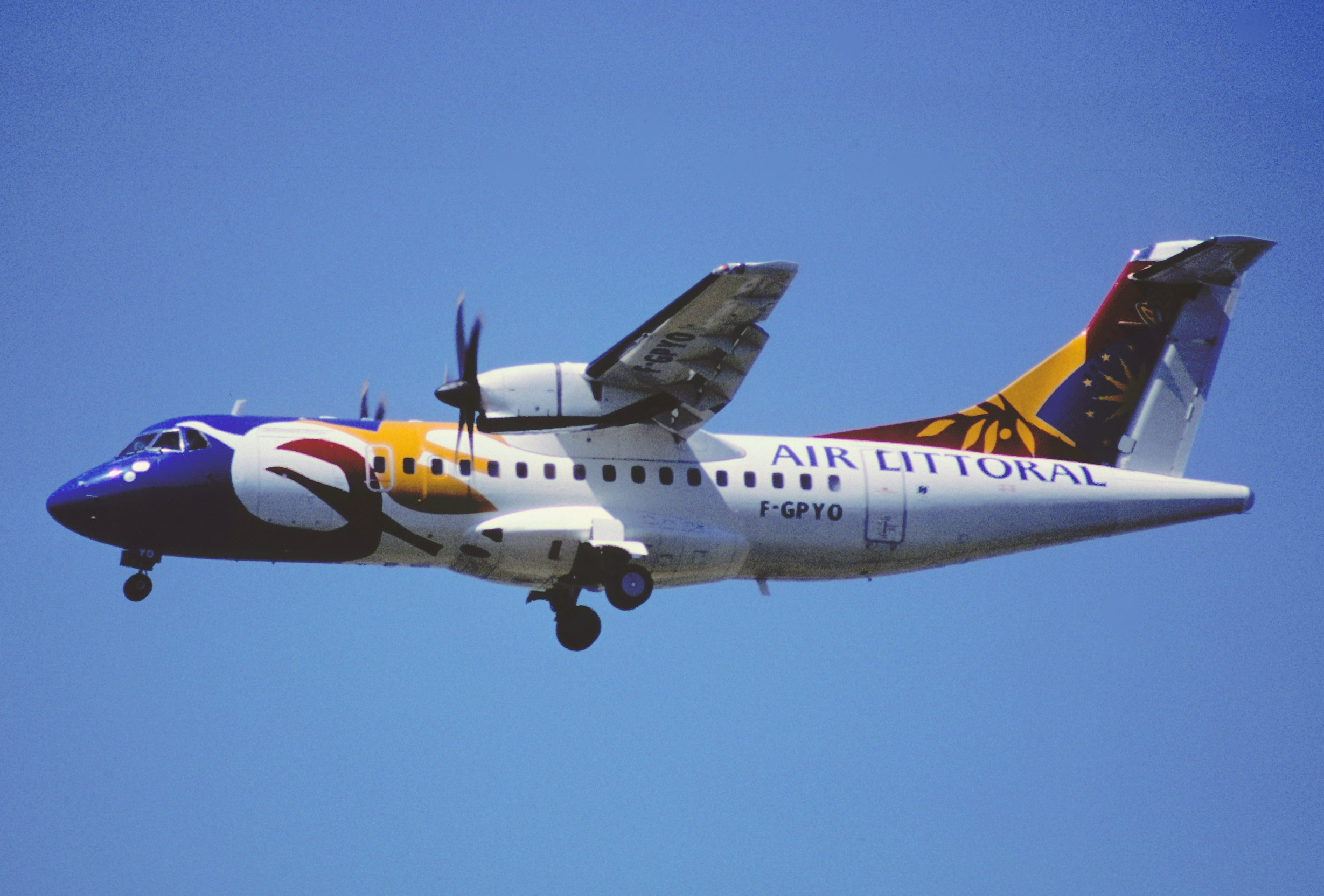
Un ATR 42 de Air Littoral similar al avión implicado.

En torno a las 10:30 del día del accidente, tras un vuelo sin incidentes desde Niza, el avión se preparó para el aterrizaje en el aeropuerto Perentoria de Florencia, donde la meteorología presente se describía como CAVOK, lo que significa buena visibilidad y ausencia de nubes; el viento fue ligero y variable. La tripulación optó por aterrizar en la pista 23, que tiene un umbral desplazado de 620 metros. Esta elección fue descrita como inusual, dado que el ochenta por ciento de los aviones que habían operado ese día habían aterrizado en la pista contraria, la pista 05.
A las 10:36 el avión fue observado tocando bastante lejos en la pista y a una velocidad mucho más alta de lo habitual. Luego se salió de la pista por el final, chocando contra la valla perimetral y recalando en una zanja próxima a la autopista A11. El motor derecho se detuvo al entrar las hélices en contacto con el terreno, pero el motor izquierdo continuó funcionando durante los siguientes cuarenta y cinco minutos, mientras los equipos de rescate actuaban.
Todos los pasajeros fueron rápidamente evacuados, pero debido a los graves daños en la cabina, les llevó cerca de una hora extricar a los dos tripulantes. El capitán fue hospitalizado pero sucumbió a sus heridas cuatro días más tarde; el primer oficial y otros trece pasajeros resultaron heridos.

## Aeronave
El avión fue un ATR 42-500 turbohélice, con registro francés F-GPYE, que contaba con dos motores Pratt & Whitney Canada PW127. Air Littoral, el cliente de lanzamiento, había recibido el avión el año previo, en 1996.

## Investigación y prueba
En aquel momento, la agencia italiana de investigación de accidentes aéreos, la Agenzia Nazionale per la Sicurezza del Volo, no había sido todavía inaugurada, por lo que la investigación fue transferida a la Autoridad de Aviación Civil Italiana y a la fiscalía.
Se descubrió que durante el aterrizaje, el primer oficial fue el piloto a los mandos, y estaba siendo entrenado bajo la supervisión del capitán. El fiscal determinó que la aproximación final fue llevada a cabo a una velocidad excesiva y con una tasa de descenso elevada, que incluso hizo saltar el sistema de alarma de a bordo, que fue ignorado. No se detectaron defectos técnicos en el avión.
El primer oficial y dos directivos de Air Littoral – el director de formación y el de recursos humanos – fueron acusados de homicidio involuntario y de causar un desastre aéreo, pero fueron absueltos en noviembre de 2003. La responsabilidad del accidente fue finalmente achacada al capitán, y su decisión "imprudente" de realizar el aterrizaje pese a venir precedida de una aproximación inestable.

## Legado
El accidente sacó a la luz las deficiencias del aeropuerto de Florencia Peretola, que está limitado geográficamente entre la autopista A-11 y el monte Morelos de 930 metros (3051,2 pies). El incidente fue citado durante los años siguientes como argumento contra las propuestas de futuro desarrollo del aeropuerto, con opositores que solicitaban la mejora del cercano aeropuerto de Pisa en su lugar.